# Extraction 2
Extraction 2 är en amerikansk action-thrillerfilm från 2023. Filmen är regisserad av Sam Hargrave efter manus av Joe Russo och baserad på den grafiska romanen Ciudad av Ande Parks, Joe Russo, Anthony Russo, Fernando León González och Eric Skillman. Det är en uppföljare till filmen Extraction från 2020. I huvudrollerna ses återigen Chris Hemsworth, Golshifteh Farahani och Adam Bessa.
Filmen hade premiär på strömningstjänsten Netflix den 16 juni 2023.

## Handling
Filmen kretsar kring legosoldaten Tyler Rake (Hemsworth) som, förmodades ha dött i första filmen, återvänder tillsammans med sitt team för ännu ett uppdrag av högriskkaraktär.

## Rollista (i urval)
- Chris Hemsworth – Tyler Rake
- Golshifteh Farahani – Nik Kahn
- Adam Bessa – Yaz Kahn
- Olga Kurylenko – Mia
- Tinatin Dalakishvili – Ketevan
- Andro Jafaridze – Sandro
- Miriam and Marta Kovziashvili – Nina
- Daniel Bernhardt – Konstantine
- Tornike Gogrichiani – Zurab
- Levan Saginashvili – Vakhtang
- George Lasha – Sergo